# Halocynthia papillosa
Halocynthia papillosa är en sjöpungsart som först beskrevs av Johan Ernst Gunnerus 1765.

## Taxonomi
Halocynthia papillosa ingår i släktet Halocynthia och familjen lädermantlade sjöpungar.

## Utbredning
Artens utbredningsområde är södra Stilla havet, östra Nordatlanten och medelhavet.